# Gran Premio del Cine Brasileño al Mejor actor
El Gran Premio del Cine Brasileño al Mejor Actor es un premio otorgado por la Academia Brasileña de Cine en honor a las actrices que trabajan en la industria y son considerados el mejor actor protagónico del año. Los ganadores son elegidas por actores y actrices miembros de la Academia.
Los años de premiación corresponde al año de realización de la ceremonia, aunque las películas premiadas sean lanzadas durante el año anterior. 
En la fase para elegir al ganador, las interpretaciones más destacadas son elegidas por el consejo de la academia, por medio de una contraseña para el voto electrónico. En la etapa de nominación y premiación, el voto es secreto. Y es auditado por la firma PwC. 

## Introducción

### Premios y múltiples nominaciones
Actores más premiados
- 3 premios: Selton Mello.
- 2 premios: Wagner Moura.

Actores más nominados
- 7 nominaciones: Selton Mello, Lázaro Ramos
- 6 nominaciones: Wagner Moura.
- 5 nominaciones: João Miguel
- 4 nominaciones: Daniel de Oliveira, Irandhir Santos.
- 3 nominaciones: Caio Blat, Chico Díaz, Tony Ramos, Rodrigo Santoro.
- 2 nominaciones: Ângelo Antônio, Jesuíta Barbosa, Alexandre Borges, Caco Ciocler, Raul Cortez, José Dumont, Marco Nanini, Marco Ricca.

## Ganadores y nominados
Indica que el actor recibió el Gran Premio del Cine Brasileño.
| Año              | Actor                | Película                  | Personaje                             |
| ---------------- | -------------------- | ------------------------- | ------------------------------------- |
| 2002 1.ª edición | Rodrigo Santoro      | Bicho de Sete Cabeças     | Wilson Souza Neto                     |
| 2002 1.ª edición | Murilo Benício       | Amores Possíveis          | Carlos                                |
| 2002 1.ª edición | Raul Cortez          | Lavoura Arcaica           | Pai                                   |
| 2002 1.ª edición | Joaquim de Almeida   | O Xangô de Baker Street   | Sherlock Holmes                       |
| 2002 1.ª edición | Selton Mello         | Lavoura Arcaica           | André                                 |
| 2002 1.ª edición | Marco Nanini         | Copacabana                | Alberto                               |
| 2003 2.ª edición | Lázaro Ramos         | Madame Satã               | João Francisco dos Santos/Madame Satã |
| 2003 2.ª edición | Alexandre Borges     | O Invasor                 | Gilberto                              |
| 2003 2.ª edición | Leandro Firmino      | Ciudad de Dios            | Zé Pequeno                            |
| 2003 2.ª edición | Marco Ricca          | O Invasor                 | Ivan Soares                           |
| 2003 2.ª edición | Werner Schünemann    | Netto Perde sua Alma      | Gen. Netto                            |
| 2004 3.ª edición | Selton Mello         | Lisbela e o Prisioniero   | Leléu Antônio da Anunciação           |
| 2004 3.ª edición | Chico Díaz           | Amarelo Manga             | Wellington                            |
| 2004 3.ª edición | Matheus Nachtergaele | Amarelo manga             | Dunga                                 |
| 2004 3.ª edición | Lázaro Ramos         | O Homem que Copiava       | André                                 |
| 2004 3.ª edición | Rodrigo Santoro      | Carandiru                 | Lady Di                               |
| 2005 4.ª edición | Daniel de Oliveira   | Cazuza - O tempo não pára | Cazuza                                |
| 2005 4.ª edición | Caco Ciocler         | Olga                      | Luís Carlos Prestes                   |
| 2005 4.ª edición | Raul Cortez          | O Outro Lado da Rua       | Dr. Camargo                           |
| 2005 4.ª edición | José Dumont          | Narradores de Javé        | Antônio Biá                           |
| 2005 4.ª edición | Ailton Graça         | Contra Todos              | Waldomiro                             |
| 2005 4.ª edición | Paulo José           | Benjamim                  | Benjamim Zambraia                     |
| 2005 4.ª edición | Lázaro Ramos         | Meu Tio Matou um Cara     | Éder Fragoso                          |